# Olympische Sommerspiele 1996/Kanu – Zweier-Kajak 500 m (Frauen)
Die Wettkämpfe im Zweier-Kajak über 500 Meter bei den Olympischen Sommerspielen 1996 fanden vom 31. Juli bis 4. August 1996 auf dem Lake Lanier statt.
Hinter Schweden und Deutschland landete das australische Boot auf Platz 3. Das Besondere hieran war, dass beide Athletinnen des Bootes bereits für ihre Heimatländer Niederlande und Deutschland Medaillen bei Olympischen Spielen geholt hatten, später aber für den australischen Verband starteten.

## Ergebnisse

### Vorläufe
Die jeweils ersten drei Boote qualifizierten sich direkt für die Halbfinals, alle weiteren Boote für die Hoffnungsläufe.

#### Vorlauf 1
| Rang | Athleten                              | Nation      | Zeit         |
| ---- | ------------------------------------- | ----------- | ------------ |
| 1    | Birgit Fischer Ramona Portwich        | Deutschland | 1:45,504 min |
| 2    | Ingrid Haralamow Daniela Baumer       | Schweiz     | 1:45,764 min |
| 3    | Sanda Toma Viorica Iordache           | Rumänien    | 1:47,200 min |
| 4    | Hanna Balabanowa Kateryna Jurtschenko | Ukraine     | 1:48,436 min |
| 5    | Bonka Pindschewa Neli Safirowa        | Bulgarien   | 1:48,652 min |
| 6    | Tatiana Levina Inna Isakova           | Usbekistan  | 1:50,544 min |
| 7    | Renata Hernández Sandra Rojas         | Mexiko      | 1:51,252 min |

#### Vorlauf 2
| Rang | Athleten                            | Nation             | Zeit         |
| ---- | ----------------------------------- | ------------------ | ------------ |
| 1    | Agneta Andersson Susanne Gunnarsson | Schweden           | 1:43,022 min |
| 2    | Izaskun Aramburu Beatriz Manchón    | Spanien            | 1:44,038 min |
| 3    | Izabela Dylewska Elżbieta Urbańczyk | Polen              | 1:44,906 min |
| 4    | Larissa Kossorukowa Natalja Guli    | Russland           | 1:47,186 min |
| 5    | DeAnne Hemmens Lia Rousset          | Vereinigte Staaten | 1:47,914 min |
| 6    | Jitka Janáčková Pavlína Jobánková   | Tschechien         | 1:51,346 min |
| 7    | Helen Gilby Alison Thorogood        | Großbritannien     | 1:51,386 min |

#### Vorlauf 3
| Rang | Athleten                           | Nation              | Zeit         |
| ---- | ---------------------------------- | ------------------- | ------------ |
| 1    | Rita Kőbán Szilvia Mednyánszky     | Ungarn              | 1:43,313 min |
| 2    | Anna Wood Katrin Borchert          | Australien          | 1:43,633 min |
| 3    | Marie-Josée Gibeau Corrina Kennedy | Kanada              | 1:44,685 min |
| 4    | Sabine Kleinhenz Séverine Loyau    | Frankreich          | 1:46,989 min |
| 5    | Ning Menghua Hu Dongmei            | Volksrepublik China | 1:50,721 min |
| 6    | Chieko Akagi Asako Watanabe        | Japan               | 1:52,109 min |

### Hoffnungsläufe
Die ersten vier Boote des jeweiligen Hoffnungslaufs und der zeitbessere Fünfte erreichten das Halbfinale. Somit schied nur das Boot aus Usbekistan aus.

#### Hoffnungslauf 1
| Rang | Athleten                              | Nation             | Zeit         |
| ---- | ------------------------------------- | ------------------ | ------------ |
| 1    | Sabine Kleinhenz Séverine Loyau       | Frankreich         | 1:51,417 min |
| 2    | DeAnne Hemmens Lia Rousset            | Vereinigte Staaten | 1:52,669 min |
| 3    | Hanna Balabanowa Kateryna Jurtschenko | Ukraine            | 1:54,373 min |
| 4    | Jitka Janáčková Pavlína Jobánková     | Tschechien         | 1:55,377 min |
| 5    | Renata Hernández Sandra Rojas         | Mexiko             | 1:55,801 min |

#### Hoffnungslauf  2
| Rang | Athleten                         | Nation              | Zeit         |
| ---- | -------------------------------- | ------------------- | ------------ |
| 1    | Larissa Kossorukowa Natalja Guli | Russland            | 1:52,520 min |
| 2    | Ning Menghua Hu Dongmei          | Volksrepublik China | 1:53,544 min |
| 3    | Bonka Pindschewa Neli Safirowa   | Bulgarien           | 1:53,644 min |
| 4    | Helen Gilby Alison Thorogood     | Großbritannien      | 1:55,088 min |
| 5    | Tatiana Levina Inna Isakova      | Usbekistan          | 1:56,896 min |
| 6    | Chieko Akagi Asako Watanabe      | Japan               | 1:57,944 min |

### Halbfinalläufe
Die ersten vier Boote des jeweiligen Halbfinals und der zeitbessere Fünfte erreichten das Finale.

#### Halbfinale 1
| Rang | Athleten                              | Nation              | Zeit         |
| ---- | ------------------------------------- | ------------------- | ------------ |
| 1    | Rita Kőbán Szilvia Mednyánszky        | Ungarn              | 1:42,789 min |
| 2    | Birgit Fischer Ramona Portwich        | Deutschland         | 1:43,069 min |
| 3    | Izaskun Aramburu Beatriz Manchón      | Spanien             | 1:44,433 min |
| 4    | Marie-Josée Gibeau Corrina Kennedy    | Kanada              | 1:44,461 min |
| 5    | Sabine Kleinhenz Séverine Loyau       | Frankreich          | 1:46,589 min |
| 6    | Sanda Toma Viorica Iordache           | Rumänien            | 1:47,061 min |
| 7    | Hanna Balabanowa Kateryna Jurtschenko | Ukraine             | 1:48,857 min |
| 8    | Ning Menghua Hu Dongmei               | Volksrepublik China | 1:49,189 min |
| 9    | Helen Gilby Alison Thorogood          | Großbritannien      | 1:49,849 min |

#### Halbfinale 2
| Rang | Athleten                            | Nation             | Zeit         |
| ---- | ----------------------------------- | ------------------ | ------------ |
| 1    | Agneta Andersson Susanne Gunnarsson | Schweden           | 1:43,521 min |
| 2    | Anna Wood Katrin Borchert           | Australien         | 1:43,729 min |
| 3    | Izabela Dylewska Elżbieta Urbańczyk | Polen              | 1:45,190 min |
| 4    | Larissa Kossorukowa Natalja Guli    | Russland           | 1:45,505 min |
| 5    | Ingrid Haralamow Daniela Baumer     | Schweiz            | 1:46,629 min |
| 6    | Bonka Pindschewa Neli Safirowa      | Bulgarien          | 1:48,313 min |
| 7    | Jitka Janáčková Pavlína Jobánková   | Tschechien         | 1:49,125 min |
| 8    | DeAnne Hemmens Lia Rousset          | Vereinigte Staaten | 1:49,465 min |
| 9    | Renata Hernández Sandra Rojas       | Mexiko             | 1:52,053 min |

### Finale
| Rang | Athleten                            | Nation      | Zeit         |
| ---- | ----------------------------------- | ----------- | ------------ |
| 1    | Agneta Andersson Susanne Gunnarsson | Schweden    | 1:39,329 min |
| 2    | Birgit Fischer Ramona Portwich      | Deutschland | 1:39,689 min |
| 3    | Anna Wood Katrin Borchert           | Australien  | 1:40,641 min |
| 4    | Rita Kőbán Szilvia Mednyánszky      | Ungarn      | 1:40,893 min |
| 5    | Marie-Josée Gibeau Corrina Kennedy  | Kanada      | 1:41,313 min |
| 6    | Izaskun Aramburu Beatriz Manchón    | Spanien     | 1:42,621 min |
| 7    | Izabela Dylewska Elżbieta Urbańczyk | Polen       | 1:42,753 min |
| 8    | Larissa Kossorukowa Natalja Guli    | Russland    | 1:43,237 min |
| 9    | Sabine Kleinhenz Séverine Loyau     | Frankreich  | 1:43,449 min |